# Eleccions al Parlament Basc
Eleccions al Parlament Basc fa referència a les eleccions que se celebren cada quatre anys per a renovar el Parlament Basc, suprem òrgan legislatiu del territori administrat pel Govern Basc. Se celebren cada quatre anys mitjançant sufragi universal lliure i directe. Les primeres foren el 1980:
- Eleccions al Parlament Basc de 1980
- Eleccions al Parlament Basc de 1984
- Eleccions al Parlament Basc de 1986
- Eleccions al Parlament Basc de 1990
- Eleccions al Parlament Basc de 1994
- Eleccions al Parlament Basc de 1998
- Eleccions al Parlament Basc de 2001
- Eleccions al Parlament Basc de 2005
- Eleccions al Parlament Basc de 2009
- Eleccions al Parlament Basc de 2012
- Eleccions al Parlament Basc de 2016